# Modou Diagne
Modou Diagne (Mbacké, 3 gennaio 1994) è un calciatore senegalese con cittadinanza francese, difensore svincolato.

## Carriera
Cresciuto nel Nancy, ha esordito in prima squadra il 30 agosto 2013, nella partita di Ligue 2 persa per 2-3 contro il Tours. Il 13 settembre 2014 ha segnato la prima rete in carriera, in occasione del pareggio per 1-1 contro il Sochaux.

## Statistiche

### Presenze e reti nei club
Statistiche aggiornate al 27 giugno 2019.
| Stagione        | Squadra         | Campionato      | Campionato | Campionato | Coppe nazionali | Coppe nazionali | Coppe nazionali | Coppe continentali | Coppe continentali | Coppe continentali | Altre coppe | Altre coppe | Altre coppe | Totale | Totale | Totale |
| Stagione        | Squadra         | Comp            | Pres       | Reti       | Comp            | Pres            | Reti            | Comp               | Pres               | Reti               | Comp        | Pres        | Reti        | Pres   | Reti   |        |
| --------------- | --------------- | --------------- | ---------- | ---------- | --------------- | --------------- | --------------- | ------------------ | ------------------ | ------------------ | ----------- | ----------- | ----------- | ------ | ------ | ------ |
| 2013-2014       | Nancy           | L2              | 2          | 0          | CF+CdL          | 0               | 0               | -                  | -                  | -                  | -           | -           | -           | 2      | 0      |        |
| 2014-2015       | Nancy           | L2              | 20         | 1          | CF+CdL          | 0+2             | 0               | -                  | -                  | -                  | -           | -           | -           | 22     | 1      |        |
| 2015-2016       | Nancy           | L2              | 11         | 0          | CF+CdL          | 0+2             | 0               | -                  | -                  | -                  | -           | -           | -           | 13     | 0      |        |
| 2016-2017       | Nancy           | L1              | 22         | 1          | CF+CdL          | 1+3             | 0               | -                  | -                  | -                  | -           | -           | -           | 26     | 1      |        |
| 2017-2018       | Nancy           | L2              | 32         | 1          | CF+CdL          | 1+0             | 0               | -                  | -                  | -                  | -           | -           | -           | 33     | 1      |        |
| 2018-2019       | Nancy           | L2              | 15         | 1          | CF+CdL          | 2+2             | 0               | -                  | -                  | -                  | -           | -           | -           | 19     | 1      |        |
| Totale Nancy    | Totale Nancy    | Totale Nancy    | 102        | 4          |                 | 13              | 0               |                    | -                  | -                  |             | -           | -           | 115    | 4      |        |
| Totale carriera | Totale carriera | Totale carriera | 102        | 4          |                 | 13              | 0               |                    | -                  | -                  |             | -           | -           | 115    | 4      |        |

## Palmarès

### Club

#### Competizioni nazionali
- Ligue 2: 1

Nancy: 2015-2016